# De Landa-alfabetet

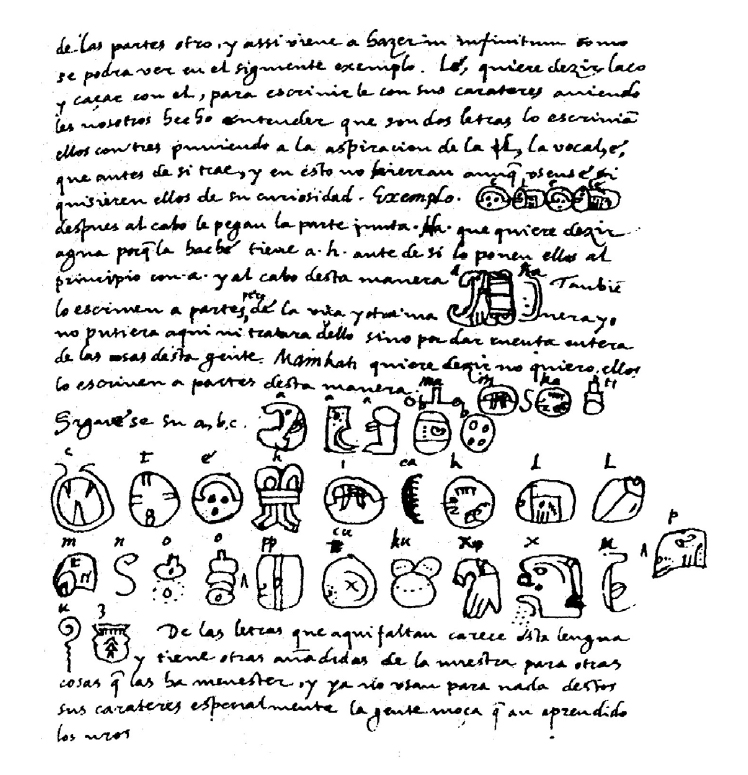
Reproduktion av sidan i Diego de Landas Relación de las cosas de Yucatán, som hävdar motsvarigheter mellan bokstäver i spanska alfabatet och mayaglyfer, och som har kommit att kallas de Landa-alfabetet

Med de Landa-alfabetet avses de motsvarigheter mellan spanska bokstavsnamn och glyfer skrivna i den förcolumbianska mayaskriften som nedtecknades på 1500-talet av biskopen av Yucatán, Fray Diego de Landa, som del av dennes dokumentation av Mayakulturen under sin vistelse i Centralamerika. Med hjälp av två mayanska medarbetare som kände till skriften, gjorde de Landa ett försök att transkribera "A, B, C" i mayaskriften med avsikten att framställa en nyckel till skriftens dechiffrering och översättning. Trots sina brister skulle de Landas nerteckning visa sig vara avgörande för dechiffreringen av skriften på 1900-talet. Med början i den ryske epigrafikern och mayaforskaren Juri Knorozovs forskning visade sig de Landas nedteckningar vara "Rosettastenen" som skulle leda till den första tydningen av den länge otydda skriften.
"Alfabetet", tillsammans med några förklarande noter och exempel på dess bruk i majaskriften, utgör en liten del av de Lands avhandling Relación de las cosas de Yucatán ("Redogörelse för sakerna i Yucatán"), i vilken han också dokumenterade många aspekter av kulturen och sederna hos det infödda mayafolken han hade sett och fått höra om när han levde hos dem på Yucatánhalvön. Verket skrevs i själva verket efter att han återkallats till Spanien för att där dömas av invisitionen för anklagelser om oegentligt uppförande under sin vistelse i Amerika. Avhandlingen skrevs av de Landa som del i sitt rättsliga försvar, men glömdes sedan bort i flera århundraden tills en förkortad kopia upptäcktes av den franske antikvarien Brasseur de Bourbourg.
När Relación återupptäcktes på 1800-talet gjordes ett antal misslyckade försök att använda de Landas alfabet för att tolka den helt okända mayaskriften. Misslyckandena berodde på att de Landa hade nedtecknat ett alfabet, medan mayatexter är logosyllabiska. Det har framhållits att de Landa kan oavsiktligt ha skapat ett falskt skriftsystem på grund av sin grundläggande okunskap om hur logosyllabiska skriftsystem fungerar kombinerat med dålig tillgång till tillförlitliga källor.
Det skall också påpekas att alla existerande infödda institutioner, som den mayanska religiösa ordningen, förstördes av de spanska erövrarna, bland andra de Landa själv, för att bereda väg för kristnandet. För att främja detta mål förstördes nästan alla mayatexter.
Det var inte förrän på 1950-talen när Knorozov publicerade sin banbrytande avhandling, där han analyserade de Landa-alfabetet och andra inskriptioner från en ny infallsvinkel, som nämnbara framsteg i mayaskriftens dechiffrering kunde göras.